# Dniproavia
Dniproavia (ukrainska: Дніпроавіа) var ett flygbolag i Ukraina med sitt huvudkontor på Dnipro International Airport i Dnipro. Flygbolaget flyger både reguljärflyg och charter.

## Flotta

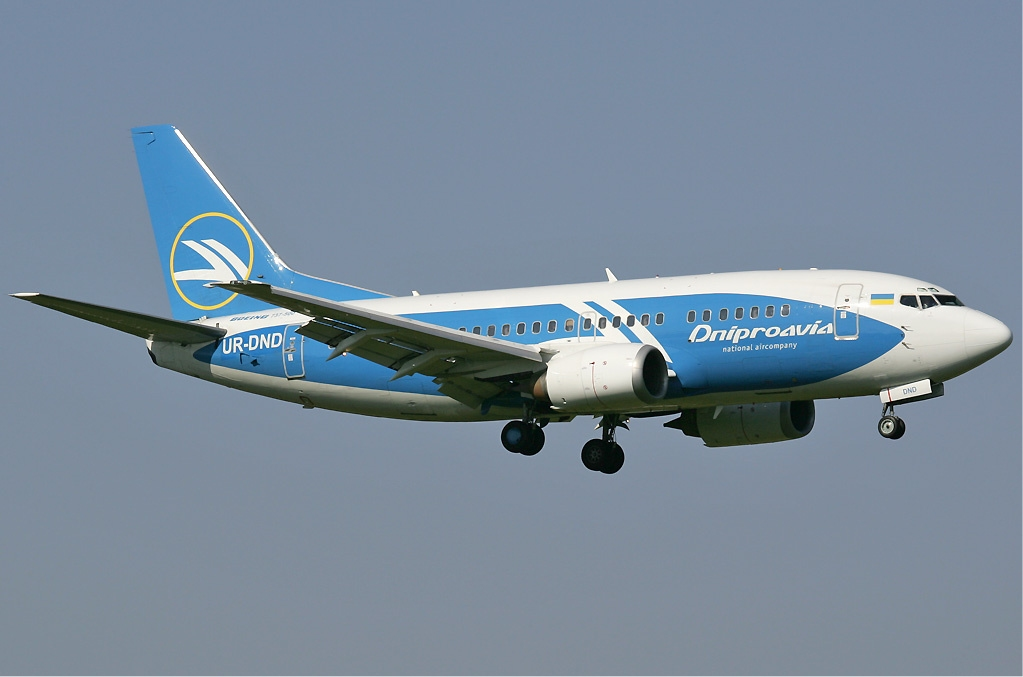
A Dniproavia Boeing 737-500

Flottan bestod av följande flygplan vid februari 2017:

### Tidigare flygplan
Flygbolaget har tidigare använt dessa flygplan:
- 2 Antonov An-26
- 2 Boeing 737-300
- 1 Boeing 737-400
- 3 Boeing 737-500
- 2 Embraer ERJ-190
- 3 Yakovlev Yak-40 (replaced by Embraer 145)
- 2 Yakovlev Yak-42 (replaced by Boeing 737)